# Armand Scholtès
Pour l’article homonyme, voir Scholtès.
Armand Scholtès, né le 6 septembre 1935, à Moyeuvre-Grande et mort le 8 février 2023 à Nice, est un peintre et dessinateur français.

## Biographie
Armand Scholtès est né à Moyeuvre-Grande en Lorraine mosellane, le 6 septembre 1935.
En 1986, il déménage à Nice, où il vit et travaille depuis. C'est un artiste français majeur de l’art contemporain. En cinq décennies d'une création en perpétuelle évolution, il a connu un grand nombre d’expositions collectives mais surtout personnelles en France et à l'étranger. 
Sa toute première exposition importante est une exposition monographique qui se déroule en 1972 à Genève en Suisse.
En 1984, il expose pour la première fois à Nice, cette même année six expositions personnelles lui seront consacrées et il participera à six expositions de groupe. Ses œuvres figurent dans de nombreuses collections publiques en France comme des musées ou des FRAC.
Armand Scholtès ne se déclare d'aucune école, d'aucun courant, mais il est au croisement entre l'art pariétal, l'art primitif – au sens de l'art premier, originel – l'arte povera, supports-surfaces, et le land art.
Il décède à Nice, le 8 février 2023.

## Évolution stylistique
Dans les années 1960, Armand Scholtès connait sa période surréaliste. On trouve à cette époque des peintures (buste sans tête et sans bras par exemple), et des sculptures, des équilibres de poids comme une pierre suspendue par une ficelle au-dessus d’un œuf, ficelle tenue par toute une machinerie de bois. Cet élément si fragile, si éphémère, menacé par un élément dur, éternel, cette improbable mise en scène est une préfiguration de la suite de son œuvre.
Il a ensuite réalisé des tableaux abstraits proche de Kandinsky ou de Paul Klee. Maurice Elie, dans le catalogue de l'exposition « Mise en intrigue », dit que « chaque style, chaque genre abordé par Armand Scholtès fera l'objet d'une véritable expérimentation artistique. »[citation nécessaire]
À partir des années 1980, il commence ses Toiles Libres dans lesquelles il allie intimement la matière et la couleur de ses tissus. Ses toiles libres, ses tentures, il en place directement dans la nature, dans la forêt de son enfance à Moyeuvre-Grande car il veut que l’on regarde ses œuvres avec la même probité et la même sobriété que l’on regarde la nature. Ses œuvres sont ainsi offertes au regard du promeneur et à la nature, sacrifiées aux éléments qui doucement les déliteront, les transformeront. Ces mêmes années 1980, il a réalisé trois autres séries importantes : les toiles grises (gris pour Armand Scholtès est la couleur de la terre et donc couleur de vie[citation nécessaire], Jean Pierre Caloz dit que « ces grands espaces gris sont des champs en automne, enceints des futures moissons, on lit encore la trace des sillons. »[citation nécessaire] ces œuvres peuvent également faire penser à des stratigraphies), les déchirures (« le fil du temps parfois se brise » dit Jean-Pierre Caloz, les déchirures renvoient à la destruction, à un amas de ruines et de colère, mais Armand Scholtès les recoud, ces œuvres sont un hymne à la paix), enfin les carreaux et pavements qui sont une série d’une cinquantaine de peintures sur papier à travers lesquelles il revisite les couleurs et les motifs que lui ont inspirés des fragments et des croquis d’archéologues.
Dans l'ouvrage Le végétal dans l’œuvre d’Armand Scholtès on parle de « tout une carrière faite de recherches, d’évolutions, de maturations […] Sans rupture majeure, elle affirme plutôt une continuité dans sa quête incessante de la représentation de la nature, dans ce qu’elle a de plus merveilleux ».

## Œuvres
- Tenture[8]

### Expositions monographiques
- 2014, Mise en intrigue, Musée de la Cour d'Or de Metz Métropole.
- 2014, Galerie Scholtès, Nice
- Horizons multiples[9]
- Metz[10],[11]
- Carros[4]
- La Seyne[12]